# Історія Польщі (1945—1989)

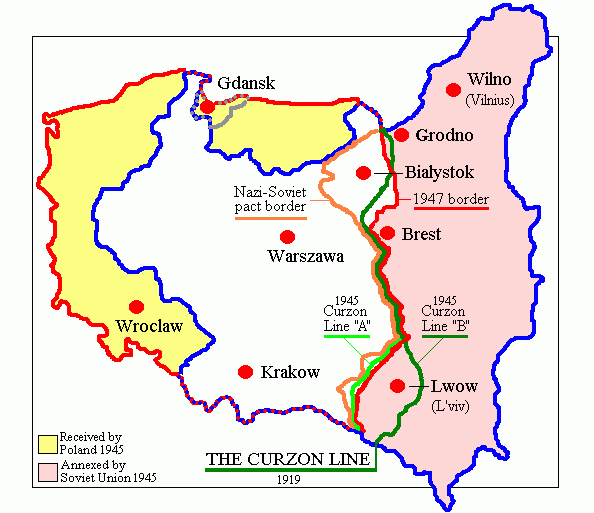
Старі та нові кордони Польщі на 1945 рік.

Історія Польщі з 1945 по 1989 рік охоплює період панування радянської влади та комуністичного правління після закінчення Другої світової війни над Польщею, відновленою у нових територіальних межах. Ці роки, характеризуються загальною індустріалізацією та урбанізацією, покращенням рівня життя, [a1] та одночасно сталінським терором, соціальними заворушеннями, політичними міжусобицями та серйозними економічними труднощами.
Під кінець Другої світової війни наступаюча Червона Армія разом із прорадянськими збройними силами Польщі витіснили німецько-фашистські сили з окупованої Польщі. У лютому 1945 році Ялтинська конференція санкціонувала формування тимчасового уряду Польщі від компромісної коаліції, аж до післявоєнних виборів. Йосиф Сталін, лідер Радянського Союзу, зманіпулював виконанням цієї постанови. Тимчасовий уряд національної єдності під контролем комуністів був сформований у Варшаві, ігноруючи польський уряд у вигнанні, що базувався у Лондоні з 1940 року.
Під час наступної, Потсдамської конференції, у липні-серпні 1945 р. три основні союзники ратифікували колосальний перегляд польських кордонів та затвердили нову територію між лінією Одер-Нейссе та Лінією Керзона. Після знищення польсько-єврейського населення під час Голокосту, втечі та вигнання німців на заході, переселення українців на сході та репатріації поляків із Кресів Польща вперше у своїй історії стала етнічно однорідною, національною державою без великих груп меншин. Протягом наступних двох років нова влада зміцнила свій політичний вплив, Польська об'єднана робітнича партія (ПЗПР) під керівництвом Болеслава Берута отримала повний контроль над країною, яка стала частиною післявоєнної радянської сфери впливу в Центральній та Східній Європі. В липні 1952 року прийнято Конституція Польської Народної Республіки. Держава офіційно стала Польською Народною Республікою (ПНР).
Після смерті Сталіна в 1953 році політична «відлига» в сфері радянського впливу дозволила здобути владу ліберальнішій фракції польських комуністів на чолі з Владиславом Гомулкою. До середини 60-х років Польща почала відчувати дедалі сильніші економічні та політичні труднощі. Їх кульмінацією стала польська політична криза 1968 року та польські протести 1970 року, коли зростання споживчих цін призвело до хвилі страйків. Уряд запровадив нову економічну програму, засновану на масштабних запозиченнях із Заходу, що призвело до підвищення рівня життя, але ця програма означала дедалі більшу інтеграцію економіки Польщі зі світовою економікою, і вона провалилася після нафтової кризи 1973 року. У 1976 році уряд Едварда Ґерека змушений був знову підняти ціни, і це призвело до протестів у червні 1976 року.
Цей період репресій та реформ та економічно-політичної боротьби набув нових рис із обранням у 1978 році поляка Кароля Войтили папою Іваном Павлом II. Несподіване підвищення Войтили посилило опозицію авторитарній та неефективній системі номенклатурно зрілого державного соціалізму, особливо після першого візиту папи до Польщі у 1979 році. На початку серпня 1980 року нова хвиля страйків призвела до заснування незалежної профспілки «Солідарність» (пол. Solidarność) на чолі з електриком Ґданської верфі Лехом Валенсою. Зростання сили та активності опозиції змусили уряд Войцеха Ярузельського оголосити у грудні 1981 року воєнний стан. Однак із реформами Михайла Горбачова в Радянському Союзі, посиленням тиску з боку Заходу та нефункціональною економікою режим був змушений вести переговори зі своїми противниками. Переговори круглого столу 1989 року привели до участі «Солідарності» у виборах 1989 року. Яскрава перемога її кандидатів породила перший у послідовності переходів від комуністичного правління в Центральній та Східній Європі. У 1990 році Ярузельський пішов у відставку з посади президента Республіки Польща; після президентських виборів його змінив Валенса.